# Lisbeth Bondesson Frantzen
Lisbeth Bondesson Frantzen, född 1922 i Stor-Elvdal, Norge, död 1992, var en svensk konstnär.
Bondesson Frantzen var som konstnär autodidakt. Bland hennes offentliga uppdrag märks utsmyckningen av Karlskoga missionskyrka. Hennes konst består av naivistiska landskap med människor och djur, händelser från klassiska bokverk och bibeln.
Bondesson Frantzen är representerad vid Karlskoga kommun, Örebro kommun, Strömsunds kommun, Örebro läns landsting, Jönköpings museum, Farstad församling och Degerfors missionskyrka.